# Yosuke Natsuki
Yosuke Natsuki (夏木陽介 Natsuki Yōsuke?, 27 de febrero de 1936 – 14 de enero de 2018)  fue un actor japonés nacido en Tokio.  

## Biografía
Trabajó mucho para Toho Company e hizo su debut en la película Bijo to Ekitai-ningen. Apareció en Yojimbo de Akira Kurosawa en 1961. En la década de 1970, dejó Toho y se unió a la compañía de producción de Toshiro Mifune. Era famoso por su papel en el drama policial de televisión G-Men '75 y en las películas de monstruos de Tōhō. 

## Filmografía seleccionada

### Películas
- Bijo to Ekitai-ningen (1958)
- Hawai Midway daikaikusen: Taiheiyo no arashi (1960)
- Aki tachinu (1960)
- Yojimbo (1961)
- Ōsaka-jō Monogatari (1961)
- Kokusai himitsu keisatsu: Kagi no kagi (1963)
- Dogora (1964)
- San Daikaijū: Chikyū Saidai no Kessen (1964)
- Kokusai himitsu keisatsu: Kagi no kagi (1965)
- Shōgun (1980)
- Godzilla (1984)
- Girara no Gyakushū: Tōyako Samitto Kiki Ippatsu (2008)
- Mifune: The Last Samurai (2015)

### Televisión
- G-Men '75 (1975 ~ 1979) como Odagiri
- Edo no Gekitou (1979)
- Tokugawa Ieyasu (1983) como Yagyū Munenori